# Maciej Rogalski (piłkarz)
Maciej Rogalski (ur. 21 maja 1980 w Olsztynie) – polski piłkarz grający na pozycji pomocnika.

## Kariera
Rozpoczynał piłkarską karierę w MKSie Mława, w którym spędził siedem lat. Ze swoim klubem w sezonie 2003/2004 awansował do drugiej ligi i rozegrał w niej 33 mecze, strzelając 8 goli. Po spadku klubu z zaplecza Ekstraklasy, przeszedł do KSZO Ostrowiec Św., gdzie był podstawowym zawodnikiem. Wykazywał się również dużą skutecznością – przez półtora roku gry zdobył dziewięć goli.
W przerwie zimowej sezonu 2006/2007 Rogalski przeszedł do Lechii Gdańsk. Zadebiutował w niej 11 marca 2007 roku w spotkaniu z Unią Janikowo, w którym strzelił również swojego pierwszego gola dla biało-zielonych. Dość szybko wywalczył sobie miejsce w podstawowym składzie. W sezonie 2007/2008 zdobył w drugiej lidze jedenaście bramek i był najskuteczniejszym zawodnikiem Lechii. Między innymi dzięki jego dobrej postawie klub z Gdańska awansował do Ekstraklasy.
W 2012 roku podpisał kontrakt z klubem z zaplecza Ekstraklasy Olimpią Grudziądz .